# Skić
Skić este un sat din comuna Plav, Muntenegru. Conform datelor de la recensământul din 2003, localitatea are 302 locuitori (la recensământul din 1991 erau 485 de locuitori).

## Demografie
În satul Skić locuiesc 195 de persoane adulte, iar vârsta medie a populației este de 31,5 de ani (32,5 la bărbați și 30,7 la femei). În localitate sunt 72 de gospodării, iar numărul mediu de membri în gospodărie este de 4,19.
Această localitate este populată majoritar de bosniaci (conform recensământului din 2003).
|  |

| Demografie | Demografie | Demografie |
| An         | Locuitori  | Locuitori  |
| ---------- | ---------- | ---------- |
|            |            |            |
|            |            |            |
|            |            |            |
|            |            |            |
| 1948       | 248        |            |
| 1953       | 274        |            |
| 1961       | 252        |            |
| 1971       | 337        |            |
| 1981       | 356        |            |
| 1991       | 485        | 441        |
| 2003       | 443        | 302        |

| \| Componența etnică conform recensământului din 2003[2] \| Componența etnică conform recensământului din 2003[2] \| Componența etnică conform recensământului din 2003[2] \| Componența etnică conform recensământului din 2003[2] \| Componența etnică conform recensământului din 2003[2] \| \| ----------------------------------------------------- \| ----------------------------------------------------- \| ----------------------------------------------------- \| ----------------------------------------------------- \| ----------------------------------------------------- \| \| \| \| \| \| \| \| Bosniaci \| Bosniaci \| \| 234 \| 77,48% \| \| Sârbi \| Sârbi \| \| 40 \| 13,24% \| \| Musulmani \| Musulmani \| \| 28 \| 9,27% \| \| necunoscută \| necunoscută \| \| 0 \| 0% \| |             |  |     |        |
| Componența etnică conform recensământului din 2003 |             |  |     |        |
| |             |  |     |        |
| Bosniaci | Bosniaci    |  | 234 | 77,48% |
| Sârbi | Sârbi       |  | 40  | 13,24% |
| Musulmani | Musulmani   |  | 28  | 9,27%  |
| necunoscută | necunoscută |  | 0   | 0%     |